# Southwest Middlesex
Southwest Middlesex es un municipio canadiense situado en la provincia de Ontario.

## Superficie
Southwest Middlesex tiene una superficie de 427,82 km².

## Demografía
En 2021, tenía 5893 habitantes, una densidad poblacional de 13,8 hab./km², y 2503 viviendas.